# Mark Safjanowski
Mark Safjanowski (russisch Марк Дмитриевич Сафьяновский; * 21. November 1950 in Kiew) ist ein deutsch-ukrainischer Schachspieler. 

## Leben
Safjanowski erlernte die Schachregeln mit ungefähr sechs Jahren. Nach seinem Wehrdienst schlug er die Laufbahn eines Offiziers ein und blieb bis 1990 beim Militär. 1972 gewann er mit der Mannschaft des Kiewer Militärbezirks die Meisterschaft der sowjetischen Streitkräfte in Vilnius. Beim IV. Jefim Kogan Memorial 1978 in Odessa teilte er hinter Efim Geller und Wjatscheslaw Ejnhorn den dritten Platz und erfüllte damit eine Meisternorm. Im selben Jahr wurde er geteilter Zweiter beim Turnier anlässlich des 60. Jahrestages des Leninschen Komsomol in Moskau. Der Sieg ging an Michail Zeitlin. 1979 wurde Safjanowski als Meister des Sports der UdSSR ausgezeichnet.
Nach Beginn der Perestroika hatte er erstmals die Chance, sich international zu beweisen. 1994 verlieh ihm die FIDE den Titel eines Internationalen Meisters. 1999 erfolgte sein Wechsel vom Ukrainischen Schachverband zum Deutschen Schachbund. 1997 wurde er geteilter Dritter beim Open Slovan in Bratislava und beim Open Tatry in Poprad. Im nächsten Jahr gewann er die schwäbische Einzelmeisterschaft in Leipheim. 2001 und 2008 konnte er sich wieder in die Siegerliste eintragen, 2009 in Augsburg war er Zweiter. 1998 wurde Safjanowski Sieger bei der Bayerischen Einzelmeisterschaft in Kaufbeuren. Bei der nächsten Ausgabe 1999 in Furth im Wald belegte er den dritten Platz. In Nürnberg spielte er mehrmals beim LGA Premium Schach Cup. Vereinsschach spielte er in Deutschland für den TSV Haunstetten, SC Dillingen und SV Osram Augsburg, des Weiteren hatte er Einsätze in Tschechien und in der Slowakei, dort spielte er in der Extraliga zwischen 1992 und 1998 für die erste und zweite Mannschaft des ŠK Slovan Bratislava.